# Sanzo
Sanzo es una entidad de población española de la parroquia de Pesoz, perteneciente al municipio del mismo nombre, en la comunidad autónoma de Asturias.

## Historia
Hacia mediados del siglo XIX, el lugar, ya por entonces perteneciente a Pesoz, tenía contabilizada una población de 75 habitantes. Aparece descrito en el decimotercer volumen del Diccionario geográfico-estadístico-histórico de España y sus posesiones de Ultramar de Pascual Madoz con las siguientes palabras:

SANZO: l. en la prov. de Oviedo, ayunt. y felig. de Santiago de Pesoz (V.): pobl.: 15 vec., 75 alm.
(Madoz, 1849, p. 857)

En 2023, la entidad singular de población, encuadrada dentro de la entidad colectiva de Pesoz, tenía empadronados veintiocho habitantes y el núcleo de población, también veintiocho.